# Rimski koledar
Rímski koledár temelji na eni izmed variant grških luninih koledarjev. Začetek koledarske dobe so prilagodili mitu o nastanku mesta Rim, saj vzame nastanek Rima kot začetno točko, ki je umeščena v leto 753 pr. n. št. Leta pa niso označevali z zaporedno številko ampak z imenom konzula, ki je vladal ob začetku leta.
Rimski koledar so večkrat spreminjali. Pravila niso določala koledarja za daljše obdobje. Nekatere odločitve, tudi o dolžini leta, je sprejemal vrhovni svečenik (pontifex maximus) za vsako leto sproti. Prilagajanje je bilo potrebno, ker je koledar temeljil na luninem letu, občasno pa so ga uskladili s sončnim letom. Podatki o vseh prilagajanjih se niso ohranili, zato za vse datume rimskega koledarja ni možno točno določiti datuma po sistemu novejših koledarjev (julijanski oziroma gregorijanskem). Razlika med rimskim koledarjem in podaljškom modernega koledarja v obdobje pred našim štetjem je do štiri mesece. Obdobje uporabe starega rimskega koledarja je prekinila reforma Julija Cezarja, uveljavljena leta 45 pr. n. št.

## Meseci
V najstarejšem znanem koledarju je bilo deset rednih mesecev:
- Martius (31 dni)- mesec marec je dobil ime po Marsu - bogu vojne, ki je bil zaščitnik Rimljanov in je simboliziral prebujeno moč narave. Sprva je bil ta mesec prvi mesec v letu, kasneje tretji (od drugega stoletja dalje).
- Aprilis (30 dni)- dobil je ime po glagolu aperio, ki pomeni odprem. Aprila se je odpiralo cvetje, narava se je prebujala.
- Maius (31 dni)- mesec maj nosi ime po Merkurjevi materi Maji.
- Junius (30 dni)- za mesec junij ne vemo točno, po kom se imenuje. Najverjetneje po boginji Junoni ali pa po rodbini Junijcev, ki pa so svoje ime tako prevzeli po tej boginji.
- Quintilis (31 dni)- ime izhaja iz latinskega števila pet- quinque, saj je bil peti mesec po vrsti. Kasneje se je preimenoval v mesec Julius, po Gaju Juliju Cezarju.
- Sextilis (30 dni)- ime izhaja iz latinskega števila šest- sex, saj je bil šesti mesec po vrsti. Kasneje se je preimenoval v mesec Augustus, po cesarju Oktavijanu, oz. Augustu.
- September (30 dni)- mesec september je dobil ime po številu sedem, saj bil je sedmi po vrsti.
- October (31 dni)- mesec oktober je dobil ime po številu osem, saj je bil osmi po vrsti.
- November (30 dni)- mesec november je dobil ime po številu devet, saj je bil deveti po vrsti
- December (30 dni)- mesec december je dobil ime po številu deset, saj je bil deseti po vrsti.

Kasneje sta se uvedla še dva nova meseca, in sicer:
- mensis Januarius- Januar je dobil ime po starem italskem božanstvu- bogu Janusu. To je bil bog nasprotij, kot so: življenje/smrt, moški/ženska. Pogosto je upodobljen z dvema obrazoma. Ima obraz starca in obraz mladeniča.
- mensis Februarius- Februar je dobil ime po prazniku Februa, ko so Rimljani simbolično preganjali zimo in naredili prostor pomladi. Februa so se imenovali tudi trakovi narezane žrtvovane živali in ženske, ki so jih želele nositi. To naj bi jim prinašalo plodnost. Nekoč je bil ta mesec zadnji v letu, zato se mu še danes ob prestopnem letu dodaja en dan.

To že niso več lunini meseci, saj so predolgi. Vendar je bilo leto s temi meseci prekratko (le 304 dni), 61 dni v zimskem času pa je padlo izven koledarja.

## Tedni
Stari Rimljani so, tako kot pred njimi Etruščani, uporabljali osemdnevni »tržni teden«. Osemdnevni teden je dajal osnovni življenjski ritem. Ta ritem je bil nepretrgan, z edino izjemo, da so teden podaljšali, če je tržni dan sovpadal s praznikom Regifugium, ki so ga obhajali povprečno vsako drugo leto. Dneve v tednu so označevali s črkami A, B, C, D, E, F, G, H. 

## Dnevi
Rimljani so imeli posebna imena za tri določene dneve vsakega meseca. V začetku je sistem temeljil na Luninih menah - najverjetneje so bila ta imena določena dnevom, na katere so se tistega meseca pojavile prave Lunine mene. Po prenovah Nume Pompilija so ta imena veljala za točno določene dni. 
- kalende - prvi dan meseca, iz katerega izhaja beseda koledar,
- none - odvisno od meseca so bile lahko na peti ali sedmi dan; po običaju dan krajca
- ide - odvisno od meseca so bile lahko na trinajsti ali petnajsti dan; po običaju dan polne lune

Meseci z nonami in idami na peti in trinajsti dan - januar, februar, april, junij, avgust, september, november, december
Meseci z nonami in idami na sedmi in petnajsti dan - marec, maj, julij, oktober
Gaj Julij Cezar je bil umorjen na dan marčevih id.